# 刘长龙
刘长龙（1963年8月—），男，汉族，吉林公主岭人，中华人民共和国政治人物，中国共产党党员，第十三届全国人民代表大会吉林地区代表。

## 生平
1985年8月参加工作。历任吉林省财政厅工业交通处副处长，办公室副主任、主任、副厅长，省政府副秘书长、办公厅党组成员，兼吉林省生态省建设领导小组办公室主任等职务。2013年3月，任吉林省财政厅厅长、党组副书记。2014年12月，任吉林省财政厅厅长、党组书记。
2016年9月，任中共长春市委副书记、代市长，2016年10月当选长春市人民政府市长。2018年2月24日，当选为第十三届全国人大代表。
2018年8月16日，中共中央政治局常务委员会召开会议，听取关于吉林长春长生公司问题疫苗案件调查及有关问责情况的汇报，会议要求刘长龙等相关涉事官员引咎辞职。